# Les Tribulations cosmiques de Stan Pulsar
Les Tribulations cosmiques de Stan Pulsar est un album de bande dessinée.
- Scénario : Thierry Cailleteau
- Dessins et couleurs : Olivier Vatine

## Publication
- Delcourt (1987)  (ISBN 2-906187-09-7)
- Delcourt (Collection Humour de rire) (1993)  (ISBN 2-906187-09-7)